# Claude Teisseire
Pour les articles homonymes, voir Teisseire.

a Compétitions nationales et continentales officielles uniquement.

b Matchs officiels uniquement.
Claude Teisseire, né le 14 mars 1931 à Carcassonne où il est mort le 16 juillet 2025, est un joueur de rugby à XIII international français, évoluant au poste de demi de mêlée ou de centre. Il prend part à la finale de la Coupe du monde 1954 perdue contre la Grande Bretagne. En club, il joue à Carcassonne, Lézignan et Limoux. Il a longtemps formé une redoutable charnière au côté de Gilbert Benausse. Par la suite, il devient entraîneur et arbitre de rugby à XIII.

## Biographie

### Première partie de carrière à Carcassonne
Claude Teisseire, né à Carcassonne, grandit en pratiquant dès son jeune le rugby à XIII à la sortie de la guerre. Il fait partie de l'équipe de l'AS Carcassonne en juniors remportant le doublé Championnat de France-Coupe de France en 1949. Il intègre avec succès l'équipe lors de la saison 1949-1950 et remporte cette saison là à dix-neuf ans le premier de ses Championnats de France en prenant place dans l'équipe titulaire en finale contre Marseille à la place de Félix Bergèse blessé. Il est l'un des artisans de ce titre aux côtés de Puig-Aubert, Édouard Ponsinet et Gilbert Bertrand.
Il ne ressort plus de cette équipe dans laquelle il pouvait jouer au poste de demi de mêlée, de demi d'ouverture ou de centre avec son 1,67 m (5′ 6″)
Il remporte la Coupe de France en 1951 contre Lyon  sans toutefois disputer la finale qui précède le départ de l'équipe de France pour une tournée de quatre mois en Australie. Une blessure au genou l'empêche de prendre part à la sélection française et cette tournée victorieuse. Lors de la saison 1951-1952, il prend une part active dans le doublé Championnat de France-Coupe de France réalisé par Carcassonne. Cela est récompensé par sa première sélection en équipe de France contre la Grande-Bretagne le 22 mai 1952 avec une victoire 22-12 au poste de centre aux côtés d'André Carrère. Il devient alors un élément incontournable en équipe de France. Il est reconvoqué pour le 3 novembre 1952 pour la Coupe d'Europe contre la sélection des Autres Nationalités dans le rôle de demi de mêlée aux côtés de son coéquipiers de club Gilbert Benausse en demi d'ouverture, puis aux trois rencontres de la tournée australienne entre décembre 1952 et janvier 1953 pour deux victoires au poste de centre remplaçant Jacques Merquey blessé. Teisseire se rend indispensable en équipe de France jusqu'à la Coupe du monde 1954.
Il remporte lors de la saison 1952-1953 son troisième titre de Championnat de France avec un essai inscrit en finale contre Lyon pour une victoire 19-12. Lors de la saison 1953-1954, Carcassonne rentre le rang prenant une modeste septième place.

### 1954: finaliste de la Coupe du monde
En octobre-novembre 1954, la France accueille la première édition de la Coupe du monde de rugby à XIII, compétition créée sous l'impulsion du président de la fédération française Paul Barrière en invitant les trois autres nations majeures de rugby à XIII : l'Australie, la Grande-Bretagne et la Nouvelle-Zélande. Claude Teisseire est sélectionné pour cette édition inaugurale via un communiqué de la fédération française le 20 octobre 1954 qui convoque tous les joueurs sélectionnés à un stage à l'Institut national des sports sur Vincennes, il y est accompagné de ses coéquipiers carcassonnais Gilbert Benausse et Roger Guilhem.
Claude Teisseire prend part au match d'ouverture de la Coupe du monde contre la Nouvelle-Zélande dont le coup d'envoi symbolique est donné par le champion cycliste français Louison Bobet au parc des Princes de Paris devant près de 15 000 spectateurs. Il est aligné au poste de demi d'ouverture, associé à la charnière à G. Benausse. Après une première période où les deux équipes se rendent coup pour coup (12-8 pour la France), la seconde débute par un essai de Joseph Crespo après un sprint de 30 mètres bien servi par François Rinaldi qui permet à la France de faire le break dans cette rencontre pour ne plus rien lâcher et s'imposer 22-13, lançant parfaitement la dynamique pour la sélection française. La seconde rencontre disputée à Toulouse oppose la France à la Grande-Bretagne et constitue quelque peu une finale avant la lettre à la suite de la victoire des Britanniques sur l'Australie au premier match. C. Teisseire cède sa place dans le treize titulaire pour une charnière G. Benausse-J. Crespo. La rencontre est âprement disputée par les deux sélections où les pénalités sont réussies de part et d'autre. Le score final est nul 13-13 et renvoie les deux équipes dos à dos. La troisième rencontre se dispute à Nantes contre l'Australie le 11 novembre qui après avoir perdu contre la Grande-Bretagne a battu la Nouvelle-Zélande. C. Teisseire réintègre le treize de départ mais dans une position de centre laissant l'ouverture à Antoine Jimenez, jugé plus apte aux yeux des sélectionneurs. La France s'impose 15-5 au terme d'un match âpre. Vincent Cantoni libère l'équipe de France en fin de match par un essai à la suite d'un coup de pied à suivre de Puig-Aubert.
Composition de l'équipe de France :
Non prévue, la finale se déroule en raison de l'égalité de points au classement issue de leurs victoires contre les nations de l'hémisphère sud et de leur match nul 13-13. Cette rencontre organisée en quatre jours attire 30 368 spectateurs au Parc des Princes à Paris le 13 novembre 1954. Les sélectionneurs Jean Duhau et René Duffort décident de titulariser Claude Teisseire de nouveau au poste de centre. La Grande-Bretagne domine la première mi-temps grâce aux essais de Gordon Brown et de David Rose, James Ledgard se chargeant de convertir le second, avant que Puig-Aubert ajoute une nouvelle pénalité. Le score est alors de 8 à 4 à la mi-temps en faveur des Britanniques. Au retour des vestiaires, V. Cantoni marque un essai converti par Puig-Aubert permettant à la France de mener 9 à 8. Les Anglais enfoncent alors le clou grâce à deux autres essais de Gerry Helme (converti par Ledgard) et de Brown (9-16). Côté français, Contrastin permet à la France de revenir dans la partie. La pression est alors intense sur les épaules des Anglais mais contre tout pronostic, ceux-ci parviennent à tenir et deviennent ainsi les premiers champions du monde de l'histoire du rugby à XIII. C. Teisseire a disputé trois des quatre rencontres françaises.

#### Suite de sa carrière
Lors de la seconde édition de la Coupe du monde, il prend part à toutes les rencontres précédant le tournoi mais n'est pas sélectionné dans la liste des dix-huit joueurs, où il lui est préféré René Jean associé à Benausse

### Départ pour Lézignan  en 1958
Lors de l'intersaison 1958, il quitte Carcassonne pour rejoindre Lézignan, club qui a effectué de grosses transactions cet été là avec les autres arrivées d'André Carrère de Bordeaux et d'Antoine Lécea transfuge du club quinziste de Niort, et avait recruté l'année précédente Gilbert Benausse. Dès lors, Lézignan devient un club de premier plan avec une finale perdue de Championnat de France en 1959 suivis d'un titres de Championnat en 1961 avec une charnière Teisseire-Benausse contre Roanne. À la suite de ce titre, il est appelé une ultime fois en équipe de France après une absence de quatre années en sélection. Il dispute en novembre 1961 la rencontre contre la Nouvelle-Zélande perdue et clôt sa carrière à dix-sept sélections.
Durant sa carrière sportive, de nombreux clubs de rugby à XV essaient de l'embaucher à l'image de Castres, Narbonne ou Mazamet sans succès car Claude Teisseire « a toujours préféré évoluer dans des équipes de rugby à XIII ».

### Après carrière
Après sa carrière de joueur, il devient entraîneur et arbitre international, il arbitre notamment une rencontre de la Coupe du monde 1972 entre la Grande-Bretagne et l'Australie à Perpignan.
Il reçoit en 2003 la Médaille de la jeunesse et des sports des mains du Ministre des Sports Jean-François Lamour.

### Vie privée
Il se marie avec Jeanette Esteban et a trois enfants, deux garçons et une fille, dont l'un nommé Patrick est champion de France de rugby à XIII en minime et cadet.

### Mort
Claude Teisseire meurt le 16 juillet 2025 à l’âge de 94 ans,.

## Palmarès
- Collectif : 
  - Finaliste de la Coupe du monde : 1954 (France).
  - Vainqueur du Championnat de France : 1950, 1952, 1953 (Carcassonne) et en 1961 (Lézignan).
  - Vainqueur de la Coupe de France : 1951, 1952 (Carcassonne) et 1960 (Lézignan).
  - Finaliste du Championnat de France : 1955, 1956, 1958 (Carcassonne) et en 1959 (Lézignan).
  - Finaliste de la Coupe de France : 1961 (Lézignan).

### Coupe du monde
| Édition     | Rang      | Résultats France | Résultats Teisseire | Matchs Teisseire |
| ----------- | --------- | ---------------- | ------------------- | ---------------- |
| France 1954 | Finaliste | 2 v, 0 n, 1 d    | 2 v, 0 n, 1 d       | 3/4              |

Légende : v = victoire ; n = match nul ; d = défaite.

### Détails en sélection
| Matchs internationaux de Claude Teisseire | Matchs internationaux de Claude Teisseire | Matchs internationaux de Claude Teisseire | Matchs internationaux de Claude Teisseire | Matchs internationaux de Claude Teisseire | Matchs internationaux de Claude Teisseire | Matchs internationaux de Claude Teisseire | Matchs internationaux de Claude Teisseire | Matchs internationaux de Claude Teisseire | Matchs internationaux de Claude Teisseire | Matchs internationaux de Claude Teisseire | Matchs internationaux de Claude Teisseire |
|                                           | Date                                      | Adversaire                                | Résultat                                  | Compétition                               | Poste                                     | Points                                    | Essais                                    | Pen.                                      | Drops                                     |                                           |                                           |
| ----------------------------------------- | ----------------------------------------- | ----------------------------------------- | ----------------------------------------- | ----------------------------------------- | ----------------------------------------- | ----------------------------------------- | ----------------------------------------- | ----------------------------------------- | ----------------------------------------- | ----------------------------------------- | ----------------------------------------- |
| sous les couleurs de la France            |                                           |                                           |                                           |                                           |                                           |                                           |                                           |                                           |                                           |                                           |                                           |
| 1.                                        | 22 mai 1952                               | Grande-Bretagne                           | 22-12                                     | Test match                                | Centre                                    | -                                         | -                                         | -                                         | -                                         |                                           |                                           |
| 2.                                        | 23 novembre 1952                          | Autres Nationalités                       | 10-29                                     | Coupe d'Europe                            | Demi de mêlée                             | -                                         | -                                         | -                                         | -                                         |                                           |                                           |
| 3.                                        | 27 décembre 1952                          | Australie                                 | 12-16                                     | Test-match                                | Centre                                    | -                                         | -                                         | -                                         | -                                         |                                           |                                           |
| 4.                                        | 11 janvier 1953                           | Australie                                 | 5-0                                       | Test-match                                | Centre                                    | -                                         | -                                         | -                                         | -                                         |                                           |                                           |
| 5.                                        | 25 janvier 1953                           | Australie                                 | 13-5                                      | Test-match                                | Centre                                    | -                                         | -                                         | -                                         | -                                         |                                           |                                           |
| 6.                                        | 11 avril 1953                             | Angleterre                                | 13-15                                     | Coupe d'Europe                            | Centre                                    | -                                         | -                                         | -                                         | -                                         |                                           |                                           |
| 7.                                        | 18 octobre 1953                           | Autres Nationalités                       | 10-15                                     | Coupe d'Europe                            | Centre                                    | -                                         | -                                         | -                                         | -                                         |                                           |                                           |
| 8.                                        | 9 janvier 1954                            | États-Unis                                | 31-0                                      | Test match                                | Demi de mêlée                             | 3                                         | 1                                         | -                                         | -                                         |                                           |                                           |
| 9.                                        | 30 octobre 1954                           | Nouvelle-Zélande                          | 22-13                                     | Coupe du monde                            | Centre                                    | -                                         | -                                         | -                                         | -                                         |                                           |                                           |
| 10.                                       | 11 novembre 1954                          | Australie                                 | 15-5                                      | Coupe du monde                            | Centre                                    | -                                         | -                                         | -                                         | -                                         |                                           |                                           |
| 11.                                       | 13 novembre 1954                          | Grande-Bretagne                           | 12-16                                     | Coupe du monde                            | Centre                                    | -                                         | -                                         | -                                         | -                                         |                                           |                                           |
| 12.                                       | 2 juillet 1955                            | Australie                                 | 29-28                                     | Test-match                                | Demi de mêlée                             | -                                         | -                                         | -                                         | -                                         |                                           |                                           |
| 13.                                       | 19 septembre 1955                         | Autres Nationalités                       | 19-32                                     | Coupe d'Europe                            | Centre                                    | 3                                         | 1                                         | -                                         | -                                         |                                           |                                           |
| 14.                                       | 3 janvier 1957                            | Australie                                 | 21-25                                     | Test-match                                | Demi de mêlée                             | -                                         | -                                         | -                                         | -                                         |                                           |                                           |
| 15.                                       | 26 janvier 1957                           | Grande-Bretagne                           | 12-16                                     | Test-match                                | Demi de mêlée                             | -                                         | -                                         | -                                         | -                                         |                                           |                                           |
| 16.                                       | 10 avril 1957                             | Grande-Bretagne                           | 14-29                                     | Test-match                                | Demi de mêlée                             | -                                         | -                                         | -                                         | -                                         |                                           |                                           |
| 17.                                       | 19 novembre 1961                          | Nouvelle-Zélande                          | 2-23                                      | Test-match                                | Demi d'ouverture                          | -                                         | -                                         | -                                         | -                                         |                                           |                                           |

### Détails en club
| Saison  | Saison         | Championnat           | Championnat | Coupe           | Coupe      | Sélection | Sélection | Sélection | Sélection | Sélection | Sélection | Sélection |
| Saison  | Saison         | Comp.                 | Class.      | Comp.           | Class.     | Comp.     | M         | Pts       | Ess.      | Buts      | Dp.       |           |
| ------- | -------------- | --------------------- | ----------- | --------------- | ---------- | --------- | --------- | --------- | --------- | --------- | --------- | --------- |
| 1949-50 | AS Carcassonne | Championnat de France | Champion    | Coupe de France | 1/8 finale |           |           |           |           |           |           |           |
| 1950-51 | AS Carcassonne | Championnat de France | 1/2 finale  | Coupe de France | Vainqueur  |           |           |           |           |           |           |           |
| 1951-52 | AS Carcassonne | Championnat de France | Champion    | Coupe de France | Vainqueur  |           | 1         | -         | -         | -         | -         |           |
| 1952-53 | AS Carcassonne | Championnat de France | Champion    | Coupe de France | 1/4 finale | CE        | 5         | -         | -         | -         | -         |           |
| 1953-54 | AS Carcassonne | Championnat de France | 7e          | Coupe de France | 1/4 finale | CE        | 2         | 3         | 1         | -         | -         |           |
| 1954-55 | AS Carcassonne | Championnat de France | Finaliste   | Coupe de France | 1/8 finale | CM        | 4         | -         | -         | -         | -         |           |
| 1955-56 | AS Carcassonne | Championnat de France | Finaliste   | Coupe de France | 1/4 finale | CE        | 1         | 3         | 1         | -         | -         |           |
| 1956-57 | AS Carcassonne | Championnat de France | 1/2 finale  | Coupe de France | 1/4 finale |           | 3         | -         | -         | -         | -         |           |
| 1957-58 | AS Carcassonne | Championnat de France | Finaliste   | Coupe de France | 1/8 finale |           |           |           |           |           |           |           |
| 1958-59 | FC Lézignan    | Championnat de France | Finaliste   | Coupe de France | 1/4 finale |           |           |           |           |           |           |           |
| 1959-60 | FC Lézignan    | Championnat de France | 6e          | Coupe de France | Vainqueur  |           |           |           |           |           |           |           |
| 1960-61 | FC Lézignan    | Championnat de France | Champion    | Coupe de France | Finaliste  |           |           |           |           |           |           |           |
| 1961-62 | FC Lézignan    | Championnat de France | 1/4 finale  | Coupe de France | 1/2 finale |           | 1         | -         | -         | -         | -         |           |